# Jameel McCline
Jameel McCline (ur. 20 maja 1970 w Nowym Jorku) – amerykański bokser wagi ciężkiej.

## Życiorys
Nigdy nie boksował amatorsko. Swoją karierę zawodową rozpoczął w 1995. Jej początki nie były zbyt imponujące. Mimo znakomitych warunków fizycznych (198 cm wzrostu i ok. 120 kg wagi) McCline już w swojej drugiej walce został (w pierwszej rundzie) znokautowany przez znacznie niższego i lżejszego od siebie rywala, Gary Bella. W następnym roku doznał kolejnej porażki z bokserem o skromniejszych warunkach fizycznych, Gregiem Pickromem.
Aby zdobyć doświadczenie, przez kolejne cztery lata McCline walczył z mało znanymi pięściarzami. Wszystkie pojedynki wygrał. Jego pierwszym poważnym rywalem był w maju 2001 były mistrz świata w kategorii junior ciężkiej, Alfred Cole. McCline pokonał go na punkty.
W następnym pojedynku znokautował Michaela Granta swoim pierwszym ciosem w walce. Później pokonał jednogłośnie na punkty Lance Whitakera i przyszłego mistrza świata, Shannona Briggsa.
7 grudnia 2002 nastąpiła pierwsza z jego czterech prób (wszystkie nieudane) zdobycia mistrzostwa świata. W dziesiątej rundzie walki z obrońcą mistrzowskiego pasa organizacji WBO, Wołodymyrem Kłyczką, McCline leżał na deskach, był liczony i zrezygnował z dalszej walki po tym starciu.
Następna okazja do zdobycia mistrzostwa świata nadarzyła mu się dwa lata później, po stoczeniu trzech zwycięskich pojedynków, kolejno z Charlesem Shuffordem, niepokonanym wcześniej Cedrickiem Boswellem oraz Wayne’em Llewelynem. Tym razem 13 listopada 2004 w pojedynku z Chrisem Byrdem stawką był pas mistrzowski organizacji IBF. Początek walki był dla McCline’a obiecujący – już w drugiej rundzie położył na deskach Byrda. Jednak w kolejnych starciach był już znacznie wolniejszy od dużo od niego mniejszego i bardziej ruchliwego rywala i w konsekwencji przegrał walkę na punkty po niejednogłośnej decyzji sędziów.
Rok 2005 nie był zbyt udany dla McCline’a – przegrał dwie walki: z niepokonanym wówczas Calvinem Brockiem oraz z Zurim Lawrence’em.
Po kolejnych dwóch latach i kilku zwycięskich walkach z mało wymagającymi rywalami McCline dostał trzecią szansę na zdobycie mistrzostwa świata, tym razem organizacji WBA. 20 stycznia 2007 zmierzył się z olbrzymem z Rosji, Nikołajem Wałujewem, obrońcą tytułu. Pojedynek przeszedł do historii boksu jako „największa” walka mistrzowska. Obaj pięściarze ważyli razem ok. 270 kg. Była to też pierwsza walka o mistrzostwo świata kategorii ciężkiej zorganizowana w Szwajcarii. Pojedynek zakończył się zwycięstwem Wałujewa w trzeciej rundzie po przypadkowej kontuzji kolana odniesionej przez McCline’a podczas wyprowadzania ciosu.
6 października 2007 w Madison Square Garden przegrał jednogłośnie na punkty walkę o tytuł tymczasowego mistrza świata federacji WBC z Nigeryjczykiem Samuelem Peterem, mimo przewagi w pierwszych trzech rundach, udokumentowanej kilkoma nokdaunami. 8 marca 2008 doznał trzeciej porażki z rzędu, przegrywając na punkty z Johnem Ruizem.
7 listopada 2008 wygrał pojedynek z Mikiem Mollo, jednogłośną decyzją sędziów na punkty.
11 kwietnia 2009 w walce w Las Vegas został znokautowany w czwartej rundzie przez Chrisa Arreolę.
8 września 2012 w Moskwie McCline w swojej 56-tej walce na zawodowym ringu, przegrał przez nokaut z Magomiedem Abdusałamowem w drugiej rundzie.